# Isola di San Michele

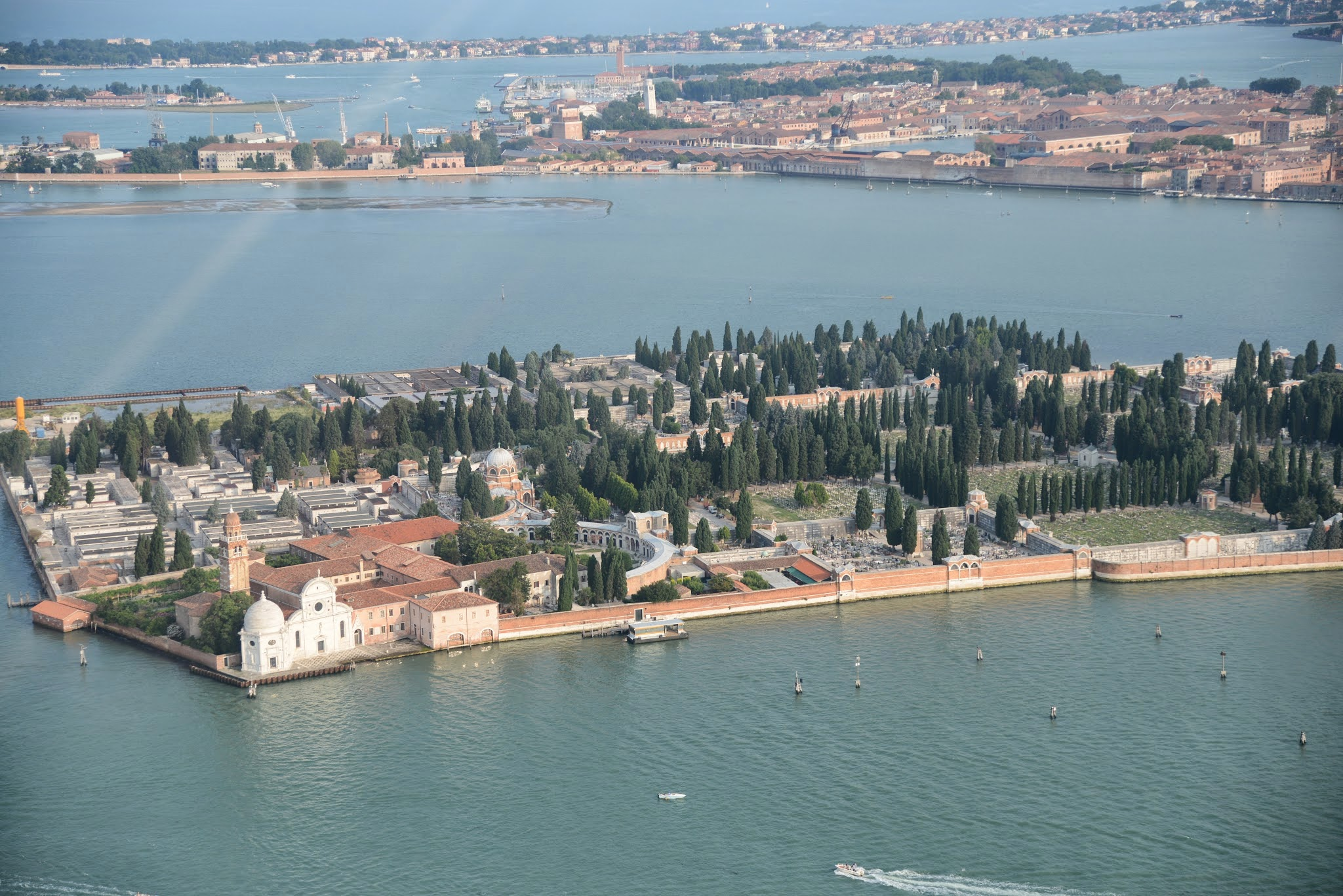
Zicht op het eiland

Het Isola di San Michele is een eilandje in de lagune van Venetië, in de Italiaanse regione Veneto.
Het eiland is amper 450 meter lang. De enige buurt op dit 'dodeneiland' is San Michele. Daar bevinden zich Mauro Codussi's monumentale Chiesa di San Michele in Isola uit 1469, de eerste renaissancekerk van Venetië, een kapel en een klooster.
Het eiland ligt op een kleine 400 meter van het Venetiaanse 'vasteland'. In het midden vindt men de Cimitero Comunale, een bekend kerkhof waar onder anderen begraven liggen de componist Igor Stravinsky, de balletimpresario Sergej Diaghilev, de juwelenontwerper Jean Schlumberger en de dichters/schrijvers Ezra Pound en Joseph Brodsky. Ook deze beroemdheden werden met speciale zwarte rouwgondels van de wal in het Venetiaanse stadsdeel Cannaregio naar hun laatste rustplaats op het voormalige gevangeneneiland gebracht.
Op iets meer dan 200 meter afstand ligt het kleinste eiland van de uit twee delen bestaande en eveneens Venetiaanse eilandengroep Murano, vermaard om zijn wereldberoemde glaswerk.